# Арешев, Степан Филиппович
Степан Филиппович Арешев (23 октября 1902 — 1941) — советский государственный деятель, участник Великой Отечественной войны.

## Биография
Родился 23 октября 1902 г. в Москве, рос без отца. По национальности армянин. С 1919 г. член РКСМ. В 1920 г. окончил семь классов 3-й Бакинской мужской гимназии. С мая 1920 г. секретарь учетного отдела ЦК КП(б) Азербайджана. С июня 1920 г. член коммунистической партии. С июля 1920 г. организатор Черногородского района, заведующий политпросветом и заведующий организационным отделом Бакинского комитета, секретарь Завокзального, Ленинского райкома Коммунистического союза молодёжи Азербайджана. В 1922 исключался из РКП(б) городской районной комиссией по чистке за участие в 1917 г. в ученической организации сочувствующих кадетам. Восстановлен Центральной комиссией по чистке КП(б) Азербайджана. С сентября 1922 г. студент Коммунистического университета трудящихся Востока им. И.В. Сталина, закончил лекторскую группу в 1923 г. По данным отдела руководящих партийных органов ЦК ВКП(б), «в 1923 имел колебания в период дискуссии, на первом партсобрании в ячейке КУТВ при голосовании резолюции за линию ЦК воздержался». С сентября 1923 г. преподаватель истории ВКП(б) в КУТВ им. Сталина. С августа 1926 г. работал заведующим учебной частью совпартшколы и инструктор Ленинского райкома КП(б) Азербайджана. С августа 1928 г. заведующий отделом агитации и пропаганды Ленинского райкома КП(б) Азербайджана. С августа 1929 г. заведующий радиоцентром. С июля 1930 г. аспирант КУТВ им. Сталина. С января 1931 г. заведующий сектором культуры Краснопресненского райкома ВКП(б). С мая 1932 г. старший инспектор отдела кадров ОГПУ. С июля 1934 г. инструктор Горьковского крайкома ВКП(б). С декабря 1934 г. заведующий отделом руководящих партийных органов Удмуртского обкома ВКП(б). С июня по 23 сентября 1937 г. второй секретарь Удмуртского обкома ВКП(б). Директивой Народного комиссариата внутренних дел СССР 5 сентября 1937 г. утвержден членом тройки Управления НКВД по Удмуртской автономной советской социалистической республики. Решением пленума Удмуртского обкома ВКП(б) 23-25 сентября 1937 г. исключен из ВКП(б) как «двурушник-троцкист, проводивший подбор работников из числа замаскировавшихся троцкистов». С сентября 1937 г. не работал. 23 февраля 1938 г. выездной парттройкой Партийная коллегия Комиссия партийного контроля при ЦК ВКП(б) восстановлен в ВКП(б) с вынесением строгого выговора с предупреждением за «сокрытие от партии своего колебания в период дискуссии 1923 года». С февраля 1938 г. заведующий водоканалотделом в Ижевске. Призван 29 июня 1941 г. Азинским районным военкоматом в Рабоче-крестьянскую Красную армию, командир взвода 98-й стрелковой дивизии 22-й армии Западного фронта.
Пропал без вести 1941 г. В ходе нового наступления немцев 98-я стрелковая дивизия попала в окружение. Архив дивизии был уничтожен. Расформирована 26 сентября 1941 г.

## Семья
- Жена — Фатима Мисостовна Абаева (1898—1973) карачаево-балкарская просветительница, представительница второго этапа развития культурного движения в Балкарии. Первая женщина из среды карачаево-балкарцев, опубликовавшая свои произведения ещё до зарождения национальной письменности. Училась в Нальчикской женской гимназии, в 1922 г. по направлению партийных органов командируется на учёбу в Коммунистический университет трудящихся Востока, где учится на отделении партийной работы и политического просвещения. После окончания университета была направлена на партийную и преподавательскую работу. Здесь она вместе с Ханифой Абаевой-Зардаби вела большую работу по просвещению и образованию женщин Азербайджана[4]. 
  - Дочь — Майя (1926 г.р.);
  - Сын — Сталь (1931-1994).